# Околона (Мисисипи)
Околона (енгл. Okolona) град је у америчкој савезној држави Мисисипи.

## Демографија
По попису из 2010. године број становника је 2.692, што је 364 (-11,9%) становника мање него 2000. године.
| Група             | 2000.         | 2010.         |
| Белци             | 1.200 (39,3%) | 745 (27,7%)   |
| Афроамериканци    | 1.822 (59,6%) | 1.885 (70,0%) |
| Азијати           | 4 (0,1%)      | 3 (0,1%)      |
| Хиспаноамериканци | 32 (1,0%)     | 36 (1,3%)     |
| Укупно            | 3.056         | 2.692         |